# Alipio (scrittore)
Alipio (in latino: Alypius; Alessandria d'Egitto, ... – ...; fl. 360 circa) è stato uno scrittore egizio di epoca romana.

## Biografia
Originario di Alessandria, scrisse in greco di musica intorno al 360 Delle sue opere, è rimasto solo un piccolo frammento, sotto il titolo di Isagoghe musikè  (Εισαγωγη Μουσικη, o Introduzione alla Musica).
L'Isagoghe venne stampata con le tavole di notazione nell'Antiquae Musicae Scriptores di Marcus Meibomius (in-quarto, Amsterdam 1652). Meibomius fece uso del manoscritto appartenente a Joseph Scaliger, edito da Meursius nel 1616, e di altri, ancora esistenti all'epoca in Inghilterra e in Italia. Karl von Jan ne pubblicò un'autorevole edizione in Musici Scriptores Graeci, 1895-1899.
Il lavoro di Alipio è la più importante fonte della attuale conoscenza della notazione musicale dei greci, tra cui un completo resoconto del sistema greco di scale, trasposizioni e notazioni musicali. L'epoca in cui visse è incerta, ma si ritiene che appartenga alla fine del IV secolo.